# Yongbieocheonga
Le Yongbieocheonga (용비어천가) est un livre d'histoire coréen publié en 1447. Commandé par le roi Sejong le grand dans le but d'honorer son grand-père, le roi Taejo, il voit l'utilisation de l'alphabet Hangul pour la première fois.